# بورشتل (نیدرزاکسن)
بورشتل (به آلمانی: Borstel) یک شهر در آلمان است که در دیفولتس واقع شده‌است. بورشتل ۱٬۳۷۸ نفر جمعیت دارد.